# Promozione Abruzzo 1974-1975
Nella stagione 1974-1975 la Promozione era il quinto livello del calcio italiano (il massimo livello regionale). Qui vi sono le statistiche relative al campionato in Abruzzo.
Il campionato è strutturato in vari gironi all'italiana su base regionale, gestiti dai Comitati Regionali di competenza. Promozioni alla categoria superiore e retrocessioni in quella inferiore non erano sempre omogenee; erano quantificate all'inizio del campionato dal Comitato Regionale secondo le direttive stabilite dalla Lega Nazionale Dilettanti, ma flessibili, in relazione al numero delle società retrocesse dal Campionato Interregionale e perciò, a seconda delle varie situazioni regionali, la fine del campionato poteva avere degli spareggi sia di promozione che di retrocessione.

## Squadre partecipanti
| Club                 | Città                         |
| -------------------- | ----------------------------- |
| F.C. Avezzano        | Avezzano (AQ)                 |
| A.S. Carsoli         | Carsoli (AQ)                  |
| A.S. Casoli          | Casoli (CH)                   |
| A.S. Cliternum       | Celano (AQ)                   |
| S.S. Francavilla     | Francavilla al Mare (CH)      |
| S.S. Fucense         | Trasacco (AQ)                 |
| S.P. Hatria          | Atri (TE)                     |
| A.S.C. Montereale    | Montereale (AQ)               |
| A.P. Montesilvano    | Montesilvano (PE)             |
| A.S. Montorio Calcio | Montorio al Vomano (TE)       |
| F.C. Nereto          | Nereto (TE)                   |
| G.S. Raiano          | Raiano (AQ)                   |
| Pol. Sagittario      | Pratola Peligna (AQ)          |
| U.S. San Salvo       | San Salvo (CH)                |
| A.S. Santegidiese    | Sant'Egidio alla Vibrata (TE) |
| S.S.C. Silvi         | Silvi (TE)                    |

### Classifica finale
|  | Pos. | Squadra      | Pt | G  | V  | N  | P  | GF | GS | DR  |
|  | ---- | ------------ | -- | -- | -- | -- | -- | -- | -- | --- |
|  | 1.   | Francavilla  | 50 | 30 | 22 | 6  | 2  | 66 | 13 | +53 |
|  | 2.   | Avezzano     | 49 | 30 | 21 | 7  | 2  | 56 | 16 | +40 |
|  | 3.   | Silvi        | 37 | 30 | 15 | 7  | 8  | 41 | 29 | +12 |
|  | 4.   | Hatria       | 31 | 30 | 11 | 9  | 10 | 27 | 34 | -7  |
|  | 5.   | San Salvo    | 30 | 30 | 8  | 14 | 8  | 33 | 27 | +6  |
|  | 6.   | Fucense      | 30 | 30 | 10 | 10 | 10 | 32 | 27 | +5  |
|  | 7.   | Carsoli      | 30 | 30 | 10 | 10 | 10 | 33 | 33 | 0   |
|  | 8.   | Montorio     | 28 | 30 | 10 | 8  | 12 | 27 | 35 | -8  |
|  | 9.   | Sagittario   | 28 | 30 | 9  | 10 | 11 | 31 | 39 | -8  |
|  | 10.  | Montereale   | 27 | 30 | 10 | 7  | 13 | 25 | 35 | -10 |
|  | 11.  | Montesilvano | 26 | 30 | 7  | 12 | 11 | 22 | 29 | -7  |
|  | 12.  | Cliternum    | 25 | 30 | 10 | 5  | 15 | 26 | 33 | -7  |
|  | 13.  | Santegidiese | 24 | 30 | 7  | 10 | 13 | 25 | 37 | -12 |
|  | 14.  | Casoli       | 24 | 30 | 7  | 10 | 13 | 15 | 36 | -21 |
|  | 15.  | P. Rapino    | 21 | 30 | 4  | 13 | 13 | 19 | 37 | -18 |
|  | 16.  | Nereto       | 20 | 30 | 5  | 10 | 15 | 25 | 43 | -18 |

### Verdetti finali
- Francavilla non promossa per illecito sportivo
- Avezzano promosso dopo delibera della C.A.F.